# Bento

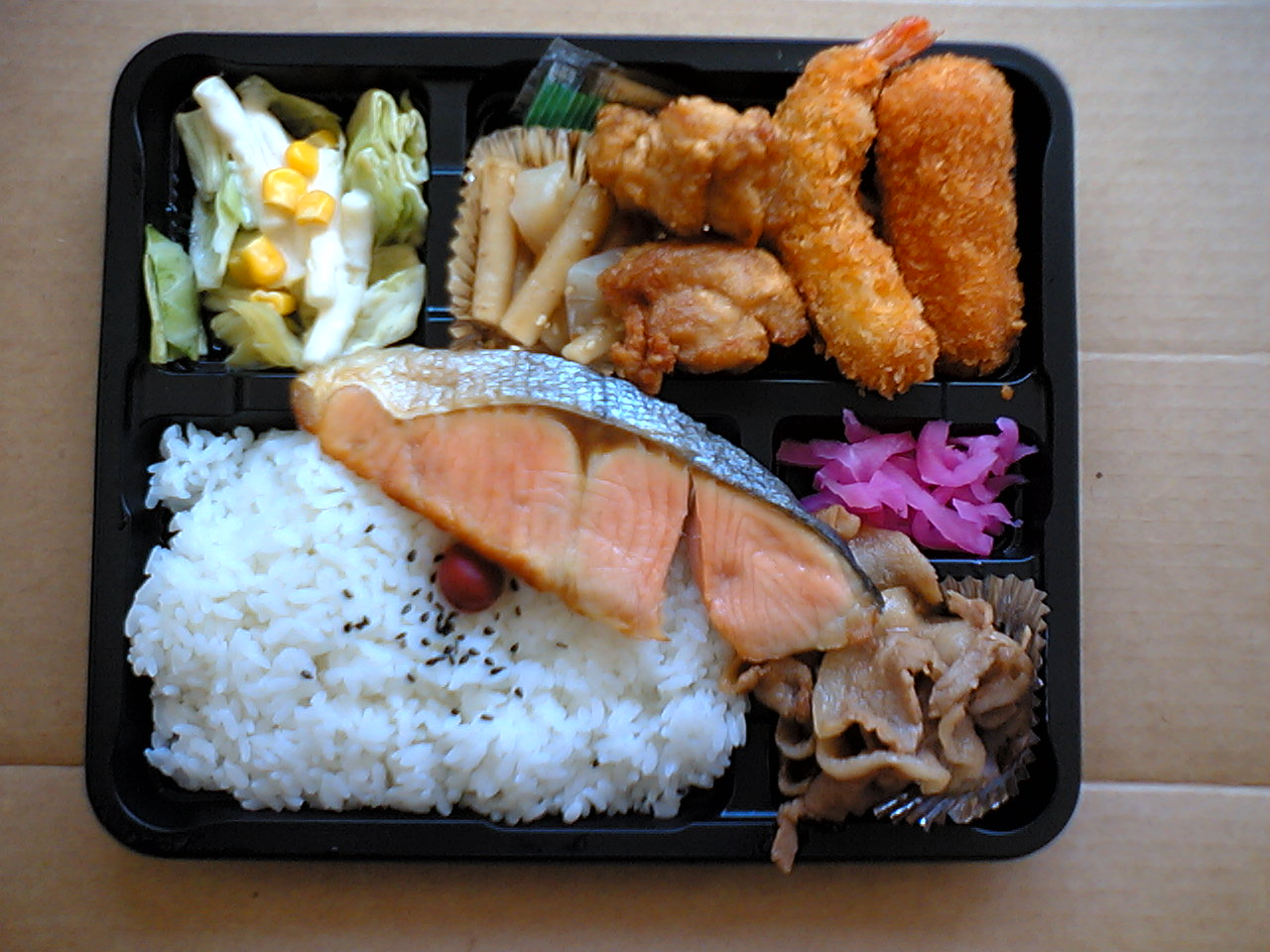
Bento "med allt": Nudelsallad, svartrötter, tempura, kyckling-katsu, korokke, tsukemono, strimlat nötkött (från övre vänstra hörnet) samt ris (med ett inlagt plommon, dvs umeboshi) och lax.

Bentō (弁当, べんとう), eller obentō (お弁当), är japanska för lunchlåda. En traditionell bento består av ris, fisk eller kött och en eller flera små grönsaksrätter som tilltugg. Maträtten serveras i allt ifrån massproducerade engångsförpackningar till vackra handgjorda trälådor. Trots att bento finns tillgängligt i närbutiker över hela Japan anses det fortfarande vara en viktig kunskap för en husfru att kunna tillreda en aptitretande bento.
"Bento" kommer ursprungligen från den södra Song Dynastin 便當 (pinyin: biàndāng). Det betyder bekvämt eller lätthanterligt. När rätten importerades till Japan kallades den Ateji 便道, 辨道, eller 辨當. I Shinjitai, 辨當 skrevs det som 弁当.